# سعيدة الظاهري
سعيدة الظاهري (ولدت في 18 فيفري 1979) هي لاعبة جودو تونسية سابقة مختصة في وزن 63كغ.

## وصلات خارجية
- سعيدة الظاهري على موقع JudoInside.com (الإنجليزية)
- سعيدة الظاهري على موقع اللجنة الأولمبية الدولية (الإنجليزية)
- سعيدة الظاهري على موقع أوليمبيديا (الإنجليزية)
- سعيدة الظاهري في JudoInside